# Jan z Uturbia
Jan z Uturbia (XIV w.) – kondotier, książę Teb od 1379 roku. 

## Życiorys
Był żołnierzem Kompanii Nawarskiej. W 1376 był uczestnikiem wyprawy do Królestwa Albanii, gdzie zaatakowano wojska możnowładcy albańskiego Karola Topii. Wyprawa zakończyła się zdobyciem Dyrrachium. W 1378 roku Jan na czele Kompanii Nawarskiej pomaszerował w głąb Grecji. W 1380 roku Jan zajął na skutek zdrady i nieprzygotowania do obrony rządzących Księstwem Aten Katalończyków: Ateny i Teby. Ateny udało się Katalończykom odzyskać. W Beocji Jan z Uturbia utworzył na przeciąg ośmiu lat odrębne państwo. 